# D 410 (Türkei)
|Die Straße D 410 (Devlet yolu 410) ist eine 61 km lange Straße in der Türkei. Sie verbindet die Straßen D 825 und D 850 und verläuft größtenteils parallel zur Grenze zwischen Syrien und der Türkei.

## Verlauf
Die Straße zweigt nördlich von Hassa von der Nord-Süd-Achse der D 825 ab und quert den Fluss Karasu und die Bahnstrecke nach Aleppo (historische Bagdadbahn), Bahngrenzübergang Meydan Ekbaz. Sie quert den Sabun Suyu, einen Nebenfluss des ebenfalls gequerten Afrin (Afrin Çayı), und führt in die Provinzhauptstadt Kilis (36° 43′ N, 37° 7′ O), wo sie an der D 850 endet, die 8 km südlich bei Öncüpinar die Grenze zu Syrien überschreitet.